# Вельхавн, Юхан Себастьян
Юхан Себастьян Вельхавн (норв. Johann Sebastian Welhaven; 22 декабря 1807 — 21 октября 1873) — норвежский поэт и историк литературы.
Изучал теологию и литературу, с 1840 г. преподаватель, затем профессор философии в университете Христиании. Лидер культурного движения, ратовавшего (после отделения Норвегии от Дании в 1814) за продолжение связей с датской и общеевропейской культурой — в противоположность более националистическому движению во главе с Хенриком Вергеландом, чьё имя неразрывно связано с именем Вельхавна. Имел большое влияние на политическую и литератерную жизнь Норвегии 1830-х годов. Особенно велик был авторитет Вельхавна среди академической молодёжи. Свои воззрения Вельхавн выразил в цикле полемических сонетов «Заря Норвегии» (норв. «Norges Dæmring»; 1834) и в трудах по истории датской литературы.